# Code des obligations et des contrats (Tunisie)
Lire en ligne

Jurisite Tunisie

Le code des obligations et des contrats est la codification du droit des contrats en Tunisie. Il est entré en vigueur le 1er juin 1907.

## Histoire
Le code des obligations et des contrats tunisien voit le jour pendant le protectorat français, sous le règne de Naceur Bey.
Il est promulgué par le décret beylical du 15 décembre 1906, publié dans le Journal officiel tunisien no 100 du même jour, avant de finalement entrer en vigueur le 1er juin 1907.
La loi no 2005-87 du 15 août 2005 organise certaines dispositions du code qui s'appelle désormais code des obligations et des contrats.

## Présentation
Le code des obligations et des contrats se présente comme suit :